# Roca (geologia)

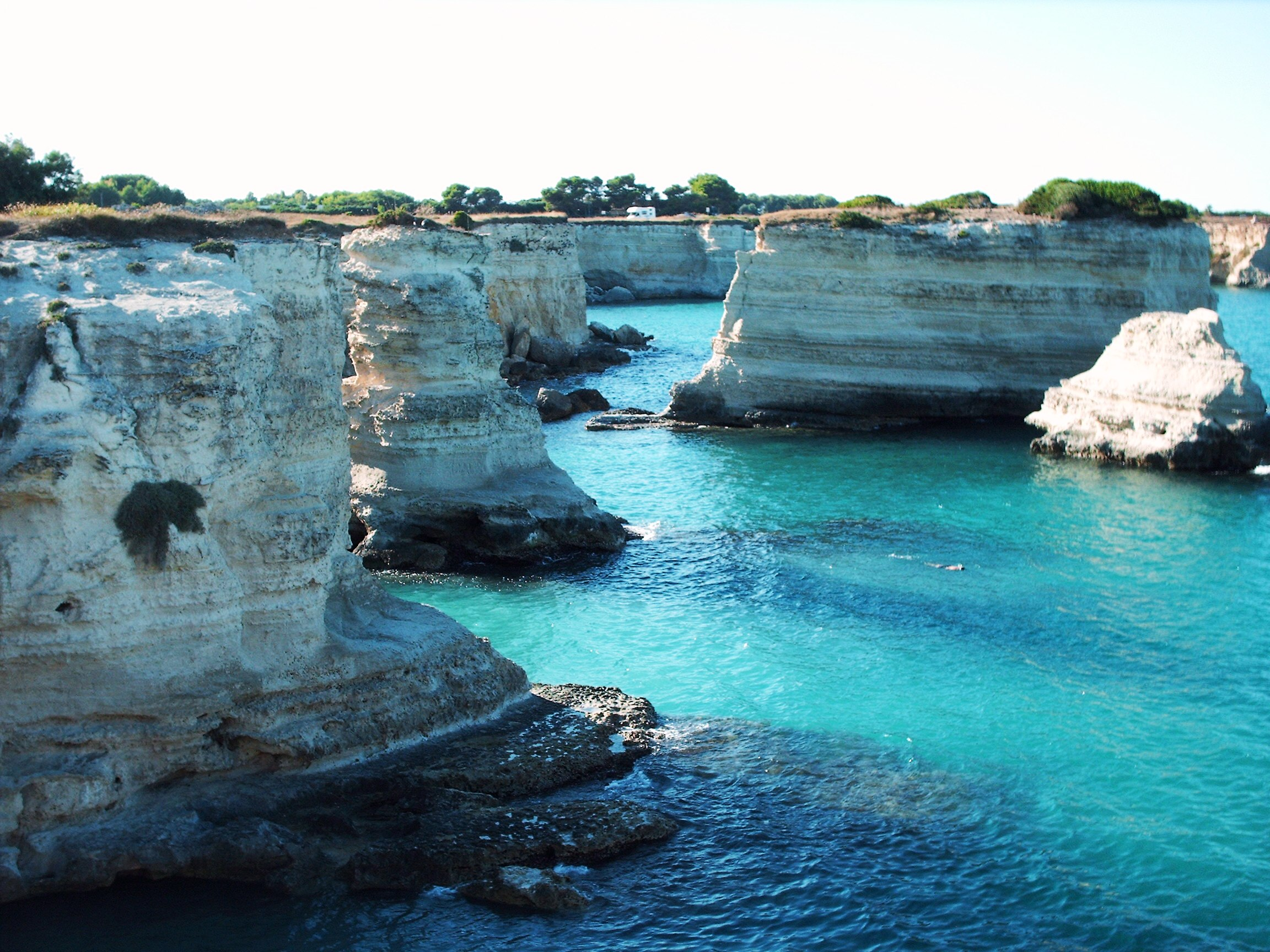
Rocas em Torre Sant'Andrea, Sul Italia.

Uma roca ou leixão é uma formação geológica e consiste de várias falésias íngremes e verticais em coluna ou como conjuntos de colunas de rocha no litoral, isolado pela erosão. Rocas são formados pelos processos geomorfológicos costeiros, que são eventos naturais. O tempo, vento e água são os únicos fatores envolvidos na formação de rocas. São formados quando parte de um cabo ou promontório é formado pela erosão e força hidraúlica, que é a força da água do mar a bater na pedra. A força e o ar preso nas ondas fazem enfraquecer e fazer cair ficando depois as pedras gigantes ou ilhas. Sem a presença da água as rocas também formam quando se forma um arco natural e cai sob o peso da gravidade, dependendo de processos como o vento e chuva. As rocas são utilizadas para fazer ninhos das aves e são populares para escalar paredes.

## Formação
Rocas ou penhascos marinhos tipicamente formam em camadas de rocha metamórfica, que sofreu metamorfismo sob a ação de temperatura e ou pressão em rocha piroclástica que é rocha proveniente da solidificação de cinzas vulcânicas e finalmente de rocha sedimentar constituída pela acumulação de sedimentos clásticos, químicos e ou biogênicos. As rochas nas camadas mais duras podem formar uma tampa. Falésias com rocha mais fraca podem cair e o declive forma-se rápido para formar penhascos, enquanto que rocha mais dura como granito sofre erosão de outras maneiras.
O processo de formação começa quando o mar ataca pequenas rachas nos promontórios e os abre. As rachas então gradualmente aumentam de tamanho de uma pequena gruta. Quanto a gruta abre através do promontório, forma-se um arco natural. Mais erosão causa a queda do arco, deixando o pilar de rocha dura íngreme escarpado fora da costa- o penhasco. Eventualmente a erosão causa a queda da falésia deixando uma base. Esta base e geralmente uma pequena ilha de pedra, pequena suficiente para ficar debaixo de água na maré cheia.

## Outras línguas
O termo kekur (em russo:  кекур) é utilizado no Árctico e Pacíficos, no Extremo Oriente Russo, e para colunas de pedra nas enseadas do Lena, Yana e  Indigirkas.
O termo sueco rauk refere uma coluna de pedra formada naturalmente pela erosão. Existem locais assim nas ilhas de Gotland, Fårö e Öland.
O termo espanhol Farallón que sucede do termo italiano faraglione, que por sua vez sucede do termo gregro pharos que significa faro, devido à necessidade da época Talassocracia destes locais para fazer fogueiras de sinalização para avisar os navios. uma prática que antigamente se denominava almenara que era um fogueira num ponto estratégico como na torre dos castelos ou num local alto da paisagem.

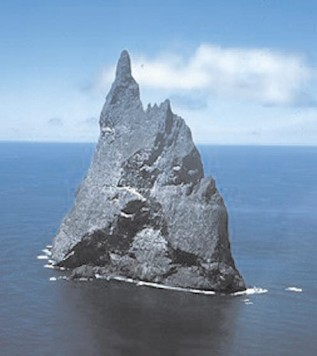
en:Ball's Pyramid, o roca volcanico mais alto e situado na Australia.

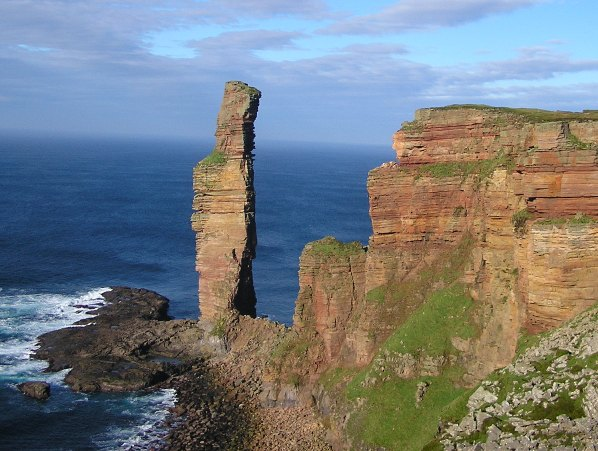
Old Man of Hoy, Escócia

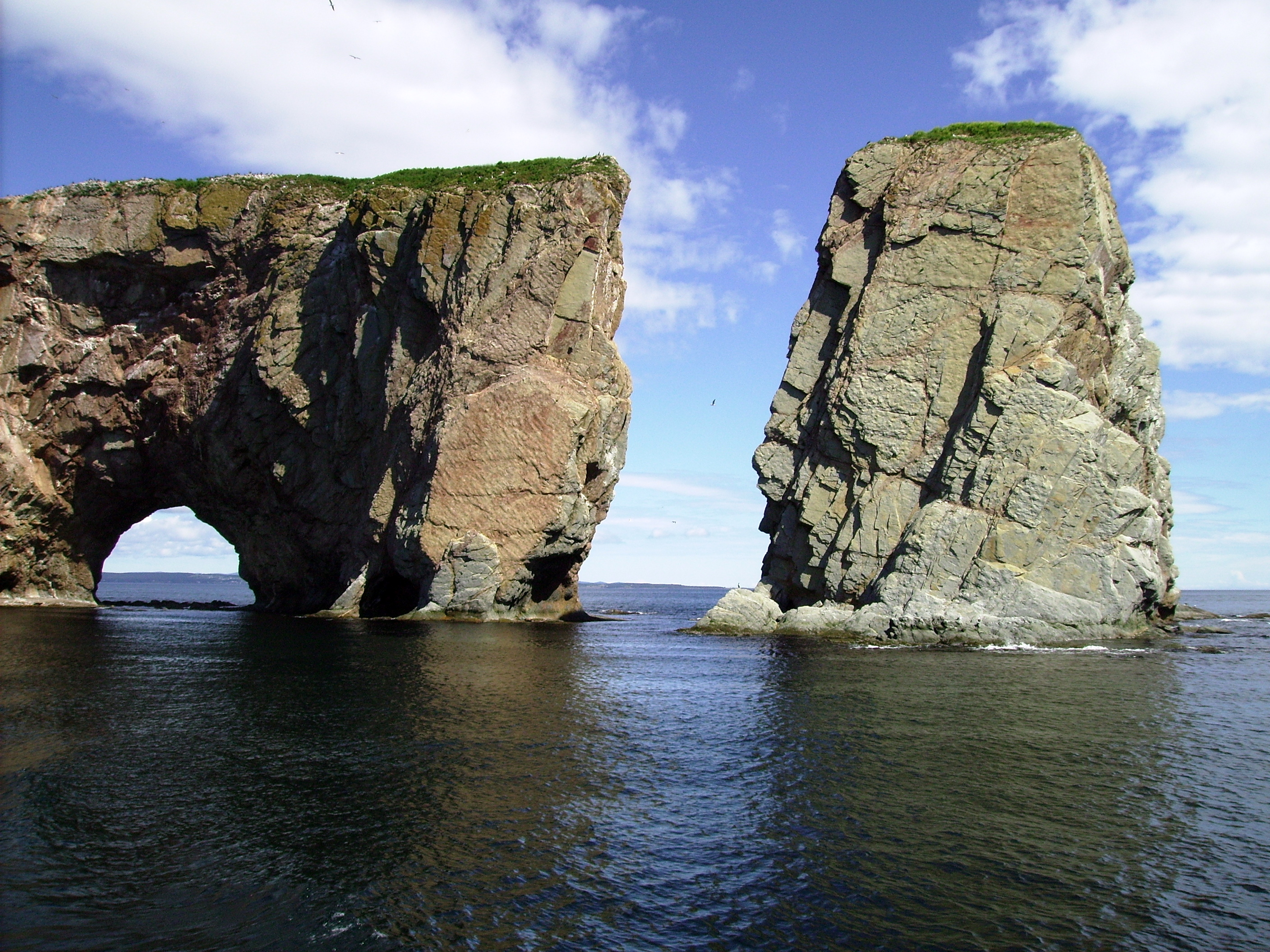
Rocha Percé, Parque Natural Forillon, Canadá

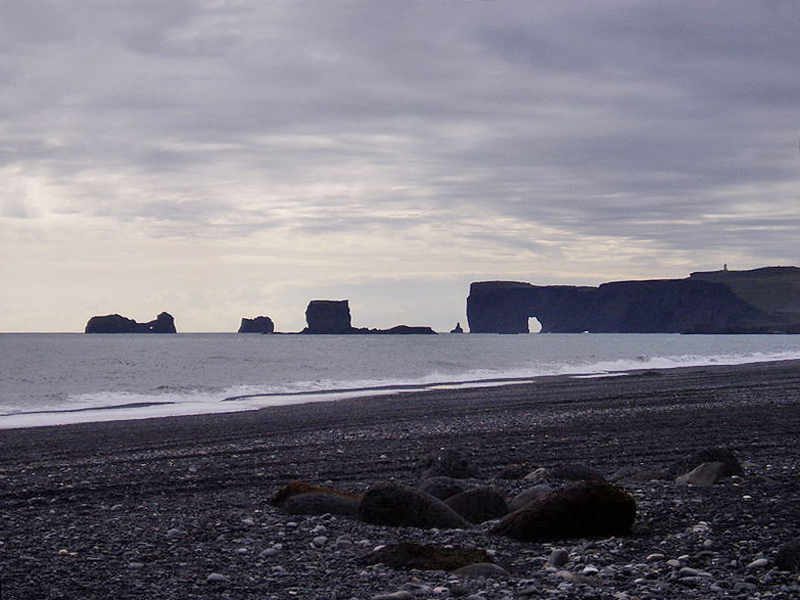
Praia e rocas de basalto, Vik, Islândia

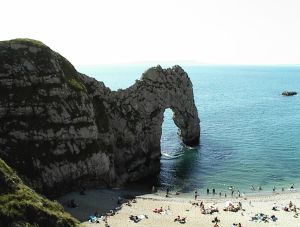
Durdledoor, Dorset, Grã-Bretanha

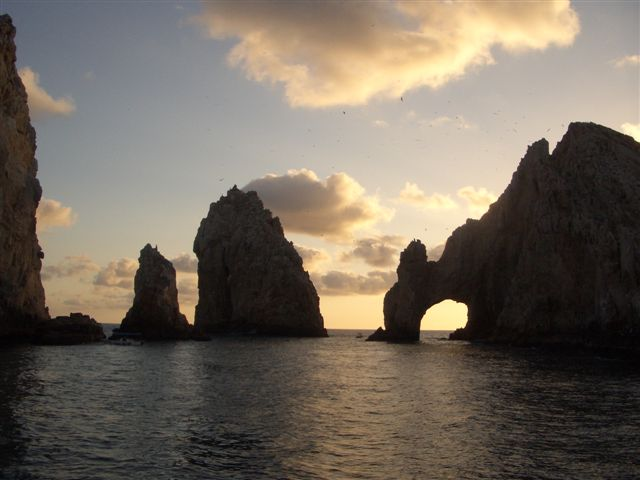
O Arco de Cabo San Lucas, México

## Exemplos

### Ásia
- Po Pin Chau, High Island, Hong Kong
- Tri Brata e Sail Rock, Rússia
- Ko Tapu, Phang Nga Bay, Tailândia

### Austrália
- Ball's Pyramid, Arquipélago de Lord Howe
- The Twelve Apostles, Vitória na Great Ocean Road, Vitória

### Europa

#### França
- Étretat, Sena Marítimo
- Les Jumeaux, Hendaye

#### Alemanha
- Lange Anna em Heligolândia

#### Itália
- Faraglioni, Cápri
- Baia dei Mergoli, Mattinata, sul da Itália
- Torre Sant'Andrea, sul da Itália
- Acitrezza, Sicília
- Isola del Giglio, Toscana
- Nebida e Masua, Iglesias, sudeste da Sardenha

#### Islândia
- Vík í Mýrdal, Mýrdalshreppur

#### Portugal
- Dona Ana
- Berlengas

#### Reino Unido
- Old Man of Hoy, Orkney, Escócia.
- Old Harry Rocks, Dorset, Reino Unido.
- Durdle Door, costa de Dorset, Reino Unido.
- The Needles, Ilha de Wight, Reino Unido.
- Am Buachaille, Sutherland, Escócia
- Old Man of Stoer, Escócia
- Stac an Armin, St Kilda, Escócia
- Stac Dhomnuill Chaim, Lewis, Escócia
- Yesnaby Castle, Orkney, Escócia
- Rockall, North Atlantic

### América do Norte

#### Canadá
- The Big Flowerpot, Flowerpot Island, Lago Huron
- Three Sisters, Eatonville, Nova Escócia
- Percé Rock, Percé, Quebec
- Hopewell Rocks, Hopewell Cape, New Brunswick

#### Estados Unidos
- Goat Rock, Califórnia
- Sugar Loaf, Mackinac Island, Michigan
- Haystack Rock, Cannon Beach, Oregon

#### México
- O Arco de Cabo San Lucas